# Universidade Regional do Cariri
A Universidade Regional do Cariri (URCA) é uma universidade pública estadual, com sede administrativa na cidade de Crato, contendo outros campi nas cidades de Juazeiro do Norte e Barbalha e Unidades Descentralizadas em Iguatu, Campos Sales e Missão Velha, além do Museu de Paleontologia Plácido Cidade Nuvens, em Santana do Cariri. A URCA atende a uma comunidade acadêmica de aproximadamente 12.500 estudantes de cerca de 111 municípios dos Estados do Ceará, Piauí, Pernambuco e Paraíba, distribuídos entre os cursos de graduação, programas especiais e pós-graduação lato sensu.
Foi criada pela Lei Estadual nº 11.191, de 09 de junho de 1986, sob a forma de autarquia de regime especial e autorizada pelo Decreto nº 94.016, de 11 de Fevereiro de 1987. instalada oficialmente em 7 de março de 1987. Integra o Sistema de Ensino Superior do Estado, vinculada à Secretaria da Ciência e Tecnologia.
O quadro de servidores abrange 238 funcionários técnicos-administrativos, entre efetivos e terceirizados, 371 professores efetivos, 153 professores temporários e 80 professores substitutos, e com o último concurso público foi aprovado o ingresso de mais de 90 professores, que em sua maioria chegaram na Universidade com projetos extensionistas para aumentar o número de pesquisadores na região.
Esses funcionários, servidores e professores são distribuídos em seis campi, três no município do Crato (Pimenta, São Miguel e São Francisco), dois no município de Juazeiro do Norte (CRAJUBAR e Pirajá) e um em Santana do Cariri, onde funciona o Museu de Paleontologia, mostruário de uma das mais importantes reservas de fósseis do período cretáceo.
Hoje a Universidade conta com 33 cursos entre graduação, mestrado e doutorado. Além de 45 cursos de Pós-Graduação, quatro Programas Especiais de Formação Pedagógica e duas Residências, uma Multiprofissional em Saúde Coletiva e outra em Enfermagem Obstétrica.

## História
A URCA iniciou suas atividades a partir dos cursos de Ciências Econômicas, Direito e Tecnologia da Construção Civil, oriundos da Universidade Estadual do Ceará – UECE e cursos da Fundação Padre Ibiapina (Faculdade de Filosofia do Crato) – História Natural, Geografia, Letras e Pedagogia.
Desde a sua criação até o ano de 2019, a URCA formou 20.993 alunos, sendo 18.285 do Crajubar (Crato e Juazeiro), 1.806 da Unidade Descentralizada de Iguatu, 194 da Unidade Descentralizada de Missão Velha e 708 da Unidade Descentralizada de Campos Sales.
A URCA também formou 302 discentes no programa Plataforma Freire, Plano Nacional de Formação de Professores da Educação Básica (PARFOR) e 207 no curso de graduação do programa especial de formação pedagógica, com pólos espalhados por toda região.
Em seus 33 anos, a URCA modernizou a infraestrutura e progrediu com projetos de melhoria, com a ampliação dos campi Crajubar e Pimenta. A qualificação docente teve início em 1990 e atualmente conta com o corpo docente composto por 140 doutores, 140 mestres, 44 especialistas e 06 graduandos.
A URCA é a única Universidade brasileira que possui em sua estrutura um geoparque reconhecido pela UNESCO, o Geopark Araripe, e um dos principais museus de paleontologia do país, o Museu de Paleontologia Plácido Cidade Nuvens. Também conta com um Núcleo de Práticas Jurídicas e um Núcleo de Acessibilidade.

## Reitores e Vice-Reitores
| Reitor                                     | Vice-Reitor                          | Gestão     |
| ------------------------------------------ | ------------------------------------ | ---------- |
| Antônio Martins Filho                      |                                      | 1986-1987  |
| José Teodoro Soares                        | Gonçalo Farias Filho                 | 1987-1990  |
| Manuel Edmilson do Nascimento              | Gonçalo Farias Filho                 | 1990-1996  |
| Maria Violeta Arraes de Alencar Gervaiseau | Plácido Cidade Nuvens                | 1996-2003  |
| André Luiz Herzog Cardoso                  | José Nilton de Figueiredo            | 2003-2007  |
| Plácido Cidade Nuvens                      | Antônia Otonite de Oliveira Cortez   | 2007-2011  |
| Otonite de Oliveira Cortez                 | José Patrício Pereira de Melo        | 2011-2015  |
| José Patrício Pereira Melo                 | Francisco do O´ de Lima Júnior       | 2015-2019  |
| Francisco do O´ de Lima Júnior             | Carlos Kleber Nascimento de Oliveira | 2019-Atual |

## Ensino

### Cursos de graduação
Ciências da Saúde
- Educação Física
- Enfermagem
- Medicina

Ciências Biológicas
- Ciências Biológicas

Ciências Exatas e da Terra
- Física
- Matemática
- Química

Engenharias
- Engenharia de Produção

Ciências Humanas
- Ciências Sociais
- Geografia
- História
- Pedagogia

Ciências Sociais Aplicadas
- Arquitetura e Urbanismo
- Ciências Econômicas
- Direito
- Tecnologia em gestão e Turismo
- Tecnologia em Construção Civil: Estradas
- Tecnologia em Construção Civil: Edifícios

Linguística, Letras e Artes
- Artes Visuais
- Letras
  - Inglês
  - Português
- Teatro